# Ernesto Dominici
Commendatore Ernesto Dominici (Bricherasio, 12 novembre 1893 – Torino, 16 gennaio 1954) è stato un cantante lirico italiano attivo per tutta la prima metà del XX secolo.

## Biografia
Ernesto Dominici — all’anagrafe Ernesto Lorenzo — nacque a Bricherasio in una famiglia di commercianti: il padre, Tommaso, gestiva un’azienda che allevava maiali e commerciava carne suina in tutta la zona; la madre, Olimpia Panizza, lavorava in casa. 
Con la fine degli anni venti del Novecento, dopo aver conseguito la maturità scientifica ed essersi trasferito a Torino per estendere il già florido commercio della famiglia, Dominici cominciò a frequentare lezioni di canto, assecondando una passione che si portava dietro fin dall’infanzia: quella per la musica classica.  
Nel 1926, all’età di trentatré anni, calcò per la prima volta il palcoscenico lirico. Il suo registro di voce era quello basso-baritono.  
Ha cantato con i più celebri protagonisti della musica classica del suo tempo (tra cui Beniamino Gigli, storico co-protagonista in numerose rappresentazioni, Enrico Caruso, Oliviero de Fabritiis, Maria Caniglia, Mercedes Capsir, Toti dal Monte e Maria Callas, ancora agli inizi della carriera) nei teatri più rinomati di Europa, Asia e Africa. Purtroppo la sua paura per il volo, come ha dichiarato in presenza di alcuni giornalisti, non gli ha permesso di approdare in America e ciò ha contribuito a rendere questo artista meno conosciuto oltreoceano e più nella sua terra natia, l'Italia. 
Ha esordito cantando nella sua città, al Teatro Regio di Torino, e poi ha fatto fortuna all’estero, in particolare si ricordano numerose rappresentazioni al Teatro chediviale dell’Opera, teatro storico della città de Il Cairo, dove era solito esibirsi nell’opera dell’Aida di Giuseppe Verdi come Amonasro, re etiope e padre di Aida.
Uno delle sue opere più acclamate fu messa in scena il 5 agosto 1938, quando prese parte all’Aida alle Terme di Caracalla nei panni del Re. Con lui sul palco Beniamino Gigli (nella parte di Radamès), Ebe Stignani (Amneris), Iva Pacetti (Aida), Nino Mazziotti (messaggero), Andrea Mongelli (Ramfis) e Pia Tassinari (sacerdotessa).
Fu collega e amico intimo del direttore d’orchestra Tullio Serafin, che spesso lo ingaggiava in importanti rappresentazioni teatrali organizzate o dirette da lui.
Morì nella città di Torino per una trombosi la sera del 16 gennaio 1954, dopo aver cantato al Teatro Regio. La salma è custodita nella città di Rivoli, nella tomba della famiglia Alliano.

## Vita privata
Nel 1919 sposò Teresina Alliano, ultima di tre sorelle, figlie di un  commerciante di Rivoli, Antonio Alliano, e di Luigina Bugnone. Nel 1920 nacque la loro prima figlia, Ornella; nel 1922 il secondogenito, Sergio.